# KOTOKO LIVE TOUR 2004 WINTER~후유노시즈쿠가쓰레테키타키미가쇼쟈다★Happy White X'mas★~
《KOTOKO LIVE TOUR 2004 WINTER ~넌 겨울의 물방울이 데려온 성자다 ★Happy White X'mas★~》란 2005년 4월 1일에 발매된 KOTOKO 초기의 라이브 DVD를 말하며 제네온 엔터테인먼트를 통해 발매되었다.

## 개요
- 2004년 12월 26일에 도쿄 후생 연금회관에서 이뤄진 라이브의 실황이 수록되어 있다. KOTOKO의 영상작품은 2000년부터 2003년까지 통판 한정 포함 뮤직 클립 DVD가 발매되어 있지만 KOTOKO 명의로서는 이번이 처음이다.
- 초회한정판에는 비주얼 포토 북, 투어 로고가 인쇄되어 있는 반다나, KOTOKO와 I've의 로고가 그려진 픽, 투어 스태프 파스의 레플리카가 수록되어 있으며 그 밖에 본인의 코멘트가 수록되어 있다.

## 수록 곡
Disc-1
1. Suppuration -Core-
2. Re-sublimity
3. Asura
4. Lament
5. 羽
6. Trust You're Truth~明日を守る約束
7. Snow Angel
8. Imaginary Affair
9. 地に還る
10. 覚えてていいよ
11. Face of fact
12. I Pray to Stop my Cry
13. Shooting Star
14. Just As Time Is Running Out
15. 冬の雫

Disc-2
1. きゅるるんKissでジャンボ♪♪
2. らずべりー
3. Short Circuit